# Unterseeboot 655
L'Unterseeboot 655 ou U-655 est un sous-marin allemand (U-Boot) de type VIIC utilisé par la Kriegsmarine pendant la Seconde Guerre mondiale.
Le sous-marin fut commandé le 9 octobre 1939 à Hambourg (Howaldtswerke Hamburg AG), sa quille fut posée le 10 août 1940, il fut lancé le 5 juin 1941 et mis en service le 11 août 1941, sous le commandement du Kapitänleutnant Adolf Dumrese.
L'U-655 n'endommagea ou ne coula aucun navire au cours de l'unique patrouille (12 jours en mer) qu'il effectua.
Il fut coulé en mars 1942 en mer de Barents par la Royal Navy.

## Conception
Unterseeboot type VII, l'U-655 avait un déplacement de 769 tonnes en surface et 871 tonnes en plongée. Il avait une longueur totale de 67,10 m, un maître-bau de 6,20 m, une hauteur de 9,60 m et un tirant d'eau de 4,74 m. Le sous-marin était propulsé par deux hélices de 1,23 m, deux moteurs diesel Germaniawerft M6V 40/46 de 6 cylindres en ligne de 1400 cv à 470 tr/min, produisant un total de 2 060 à 2 350 kW en surface et de deux moteurs électriques Siemens-Schuckert GU 343/38-8 de 375 cv à 295 tr/min, produisant un total 550 kW, en plongée. Le sous-marin avait une vitesse en surface de 17,7 nœuds (32,8 km/h) et une vitesse de 7,6 nœuds (14,1 km/h) en plongée. Immergé, il avait un rayon d'action de 80 milles marins (150 km) à 4 nœuds (7,4 km/h; 4,6 milles par heure) et pouvait atteindre une profondeur de 230 m. En surface son rayon d'action était de 8 500 milles nautiques (soit 15 700 km) à 10 nœuds (19 km/h). 
L'U-655 était équipé de cinq tubes lance-torpilles de 53,3 cm (quatre montés à l'avant et un à l'arrière) qui contenait quatorze torpilles. Il était équipé d'un canon de 8,8 cm SK C/35 (220 coups) et d'un canon antiaérien de 20 mm Flak. Il pouvait transporter 26 mines TMA ou 39 mines TMB. Son équipage comprenait 4 officiers et 40 à 56 sous-mariniers.

## Historique
Il reçut sa formation de base au sein de la 6. Unterseebootsflottille jusqu'au 1er mars 1942 puis il intégra sa formation de combat dans cette même flottille.
Sa première patrouille fut précédée par un court trajet de Kiel à Heligoland. Elle commence réellement le 15 mars 1942 au départ de Heligoland pour opérer dans l'Atlantique Nord.
L'U-655 fut coulé le 24 mars 1942 en mer de Barents au sud-est de l'île aux Ours à la position 73° 00′ N, 21° 00′ E, éperonné par l'HMS Sharpshooter alors qu'il opérait contre le convoi QP 9.
Les 44 membres d'équipage décédèrent dans cette attaque.

## Affectations
- 6. Unterseebootsflottille du 11 août 1941 au 1er mars 1942 (Période de formation).
- 6. Unterseebootsflottille du 1er mars 1942 au 24 mars 1942 (Unité combattante).

## Commandement
- Korvettenkapitän Adolf Dumrese du 11 août 1941 au 24 mars 1942 †.

## Patrouilles
|       | Commandant            | Départ       | Départ     | Arrivée      | Arrivée    | Jours    | Succès |
| ----- | --------------------- | ------------ | ---------- | ------------ | ---------- | -------- | ------ |
|       | KrvKpt. Adolf Dumrese | 11 mars 1942 | Kiel       | 12 mars 1942 | Heligoland | 2 jours  |        |
| 1     | KrvKpt. Adolf Dumrese | 15 mars 1942 | Heligoland | 24 mars 1942 | Coulé      | 10 jours |        |
| Total | Total                 | Total        | Total      | Total        | Total      | 12 jours | 0 t    |

Notes : KrvKpt. = Korvettenkapitän

### OpérationsWolfpack
L'U-655 opéra avec les Wolfpacks (meute de loups) durant sa carrière opérationnelle.
- Ziethen (6 – 22 janvier 1942)